# Gösta Ekman (1890-1938)
Frans Gösta Viktor Ekman (ook bekend als Gösta Ekman Sr.) (Stockholm, 28 december 1890 – aldaar, 12 januari 1938) was een veelzijdig Zweeds acteur, regisseur en zanger. Hij was de vader van Hasse Ekman en de grootvader van Gösta Ekman (1939-2017).

## Biografie

### Toneel
Ekman begon met professioneel acteren op het toneel via operettes. Van 1908 tot 1911 speelde hij bij het gezelschap van Hugo Rönnblad en de twee jaar daarna bij het theatergezelschap Nya teatern van Hjalmar Selander in Göteborg. In 1913 kwam hij in dienst bij Albert Ranft van het Svenska teatern in Stockholm. Ekman zou in de jaren twintig en dertig uitgroeien tot een van de bekendste toneelacteurs van Zweden. 
Ekman speelde grote Ibsen-rollen zoals de titelrol in Peer Gynt en 'Hjalmar Ekdal' in The Wild Duck, daarnaast speelde hij ook Shakespeare-rollen als 'Shylock' in The Merchant of Venice en de titelrol in Hamlet. Andere bekende toneelrollen waren die van De beul van Lagerkvist en Fedja van Tolstoj.
Vanaf 1926 tot 1931 gaf hij leiding aan het Oscar Theater samen met John W. Brunius en Pauline Brunius en van 1931 tot 1935 gaf Ekman leiding aan het Vasateatern. Naast het acteren trad hij ook op als regisseur bij diverse toneelstukken van grote toneelschrijvers.

### Film
Ekman maakte zijn filmdebuut in 1911 in de stomme film Blott en dröm, zijn eerste grote film rol was in Mästerkatten i stövlar uit 1918 geregisseerd door John W. Brunius. In eerste instantie waren zijn filmoptredens bedoeld als ondersteuning en promotie van zijn eigen theaters, later begon hij ook films op eigen waarde schatten. Zijn grootste successen binnen het genre van de stomme film waren Karl XII (1925) en het in Duitsland opgenomen Faust uit 1926. Ekman was naast acteur ook de mederegisseur van de film En perfekt gentleman uit 1927.
In zijn laatste levensjaren speelde Ekman ook grote rollen in geluidsfilms, waaronder Swedenhielms (1935), en Intermezzo (1936). In Swedenhielms maakte Ingrid Bergman een van haar eerste optredens in een film en later in Intermezzo speelde ze naast Ekman een van de hoofdrollen. In haar biografie geeft Bergman aan dat ze eerder al opkeek tegen Ekman en dat het voor haar een droom was om met hem te kunnen acteren.

## Erkenning
In 1930 werd Ekman onderscheiden met de Litteris et Artibus medaille, een koninklijke onderscheiding in Zweden ten behoeve van de kunst.

## Overlijden

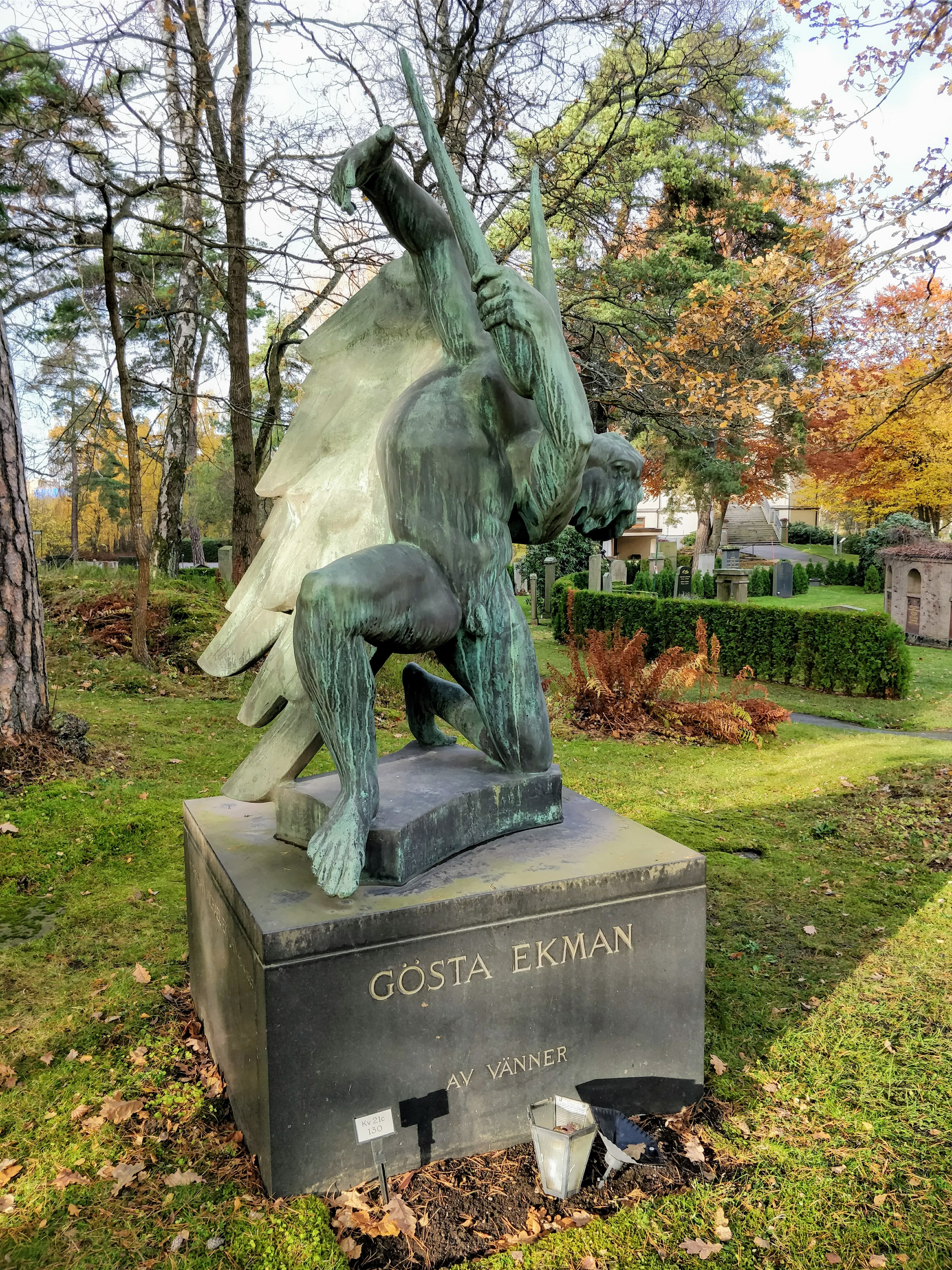
Graf van Gösta Ekman met het beeld Genius van Carl Milles

Ekman overleed op 12 januari 1938 in het ziekenhuis (Röda Korsets sjukhus) aan de gevolgen van een combinatie van urinevergiftiging en een longontsteking. Zijn overlijden maakte een grote indruk in Zweden, waar hij inmiddels als een nationale grootheid werd gezien. Tijdens de uitvaartplechtigheid, gehouden op 18 januari, stonden er naar schatting zo'n honderdduizend mensen langs de weg om de begrafenisstoet te volgen. Ekman ligt begraven op de Norra begravningsplatsen net buiten Stockholm. Op zijn graf staat het beeld Genius van beeldhouwer Carl Milles, het beeld was oorspronkelijk bedoeld als eerbetoon aan de Zweedse schrijver August Strindberg.

## Filmografie (selectie)
- Gyurkovicsarna (1920)
- En Lyckoriddare (1921)
- Vem dömer (1922)
- Kärlekens ögon (1922)
- Faust (1926)
- Klovnen (1926)
- En perfekt gentleman (1927)
- Revolutionschochzeit (1928)
- För hennes skull (1930)
- Mach' mir die Welt zum Paradies (1930)
- Swedenhielms (1935)
- Kungen kommer (1936)
- Intermezzo (1936)

## Galerie

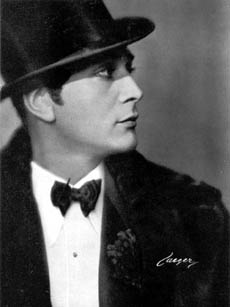
En herri i frack (revue, 1930)
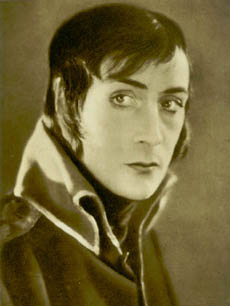
Ett revolutionsbröllop (toneel)
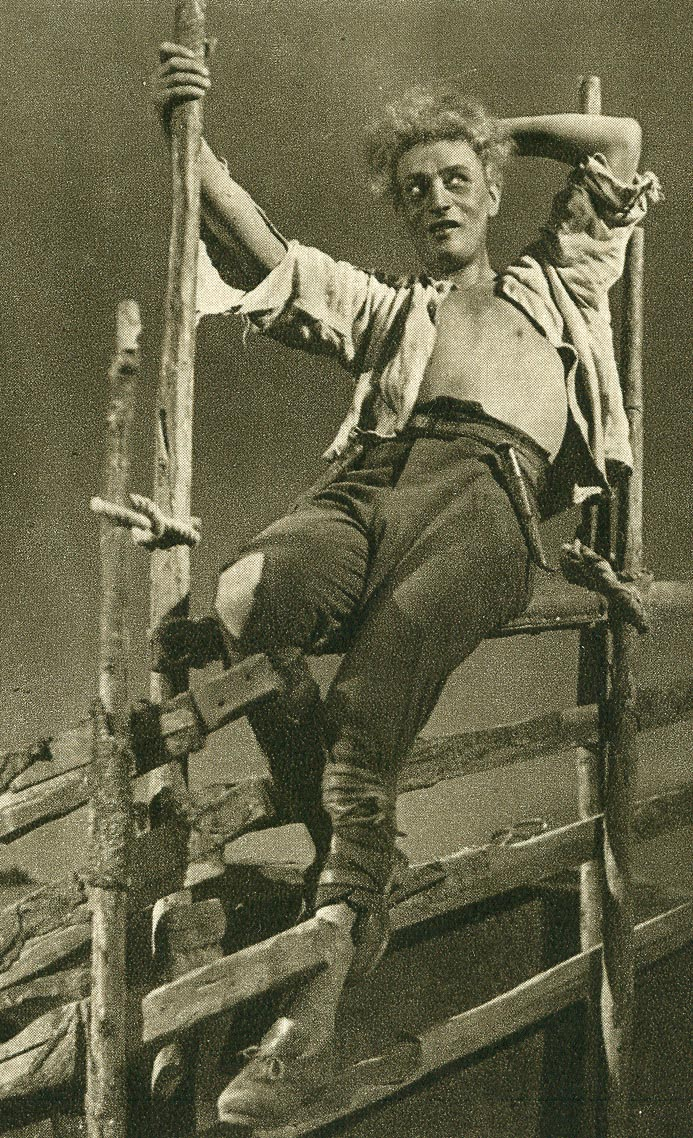
Peer Gynt (toneel)